# Ibrahim Mohamed Solih
Ibrahim Mohamed Solih, dit Ibu, né le 1er mars 1962, est un homme d'État maldivien. Il est président de la république des Maldives de 2018 à 2023.

## Biographie

### Origine et jeunesse
Il est originaire de l'île de Hinnavaru, dans l'atoll Faadhippolhu. Il y naît le 1er mars 1962 ou vers 1964.

### Député au Conseil du peuple
Il est élu une première fois député de son atoll natal au Conseil du peuple (parlement) en 1994, comme candidat d'opposition au régime autoritaire de Maumoon Abdul Gayoom.
Il est membre fondateur du Parti démocrate en 2003.
En 2004, il est membre de l'assemblée chargée de réviser la constitution en vue d'une démocratisation du régime. La même année, il est l'un des quelques députés qui se joignent à des manifestants réclamant la libération des prisonniers politiques et la démission du président Gayoom. En 2009, après l'introduction de la démocratie, il est élu député de son île natale, comme candidat du Parti démocrate nouvellement arrivé au pouvoir. Il devient chef du groupe parlementaire du parti en 2011. Le nouveau président démocrate Mohamed Nasheed est un ami d'enfance, et le cousin de son épouse.

#### Opposant à Abdulla Yameen
Le 2 février 2018, considérant les condamnations de plusieurs prisonniers, dont Mohamed Nasheed et Ahmed Adeeb Abdul Ghafoor, au motifs d'être « politiquement motivées », la Cour suprême décide de casser les jugements. Le 5 février, Abdulla Yameen assiège les bureaux de la Cour suprême, suspend le parlement, au sein duquel il vient de perdre la majorité après une autre décision de la Cour suprême ordonnant la réintégration des députés récemment passés dans l'opposition, limoge le chef de la police, fait arrêter son demi-frère, l'ancien président Maumoon Abdul Gayoom, qui avait rejoint l'opposition en 2017, et deux juges de la Cour suprême, dont son président Abdulla Saeed, et Ali Hameed, et décrète l'état d'urgence. Nasheed appelle alors l'Inde et les États-Unis, à intervenir. Finalement, les trois juges de la Cour suprême restés en liberté décident d'annuler la décision. L'ONU dénonce alors une « attaque contre la démocratie ».
Le 16 mars 2018, il est arrêté après avoir participé à une manifestation de l'opposition, puis relâché le 2 juin de la même année.

### Élection présidentielle de 2018
Après la mise en place à partir de 2013 d'un nouveau régime autoritaire par Abdulla Yameen et l'invalidation de la candidature de l’ancien président déchu Nasheed par la commission électorale, Ibrahim Solih est désigné candidat du Parti démocrate pour l'élection présidentielle de 2018. Il est à la tête d'une coalition hétéroclite d'opposition. Celle-ci se compose du PDM, de la faction pro-Gayoom du PPM, du Parti républicain et du Parti de la justice. Les médias ne couvrent pas la campagne électorale d'Ibrahim Solih, de crainte de représailles.
Le soir du scrutin, le 23 septembre, à la surprise générale, il est donné vainqueur,,. La commission électorale confirme rapidement ces résultats, le créditant de 133 808 voix contre 95 526 pour le président sortant, qui reconnaît sa défaite.
Mais le 11 octobre, Yameen fait volte-face et dépose un recours contre les résultats à la Cour suprême. Il estime avoir perdu à cause de l'usage d'une encre qui aurait fait disparaître son nom des bulletins de vote. Le 17 octobre, après le refus de la Cour suprême d'entendre ses témoins, Yameen annonce qu'il reconnaît sa défaite et qu'il quittera le pouvoir comme prévu. Le 21 octobre, le recours est rejeté par la Cour suprême.

### Président de la République

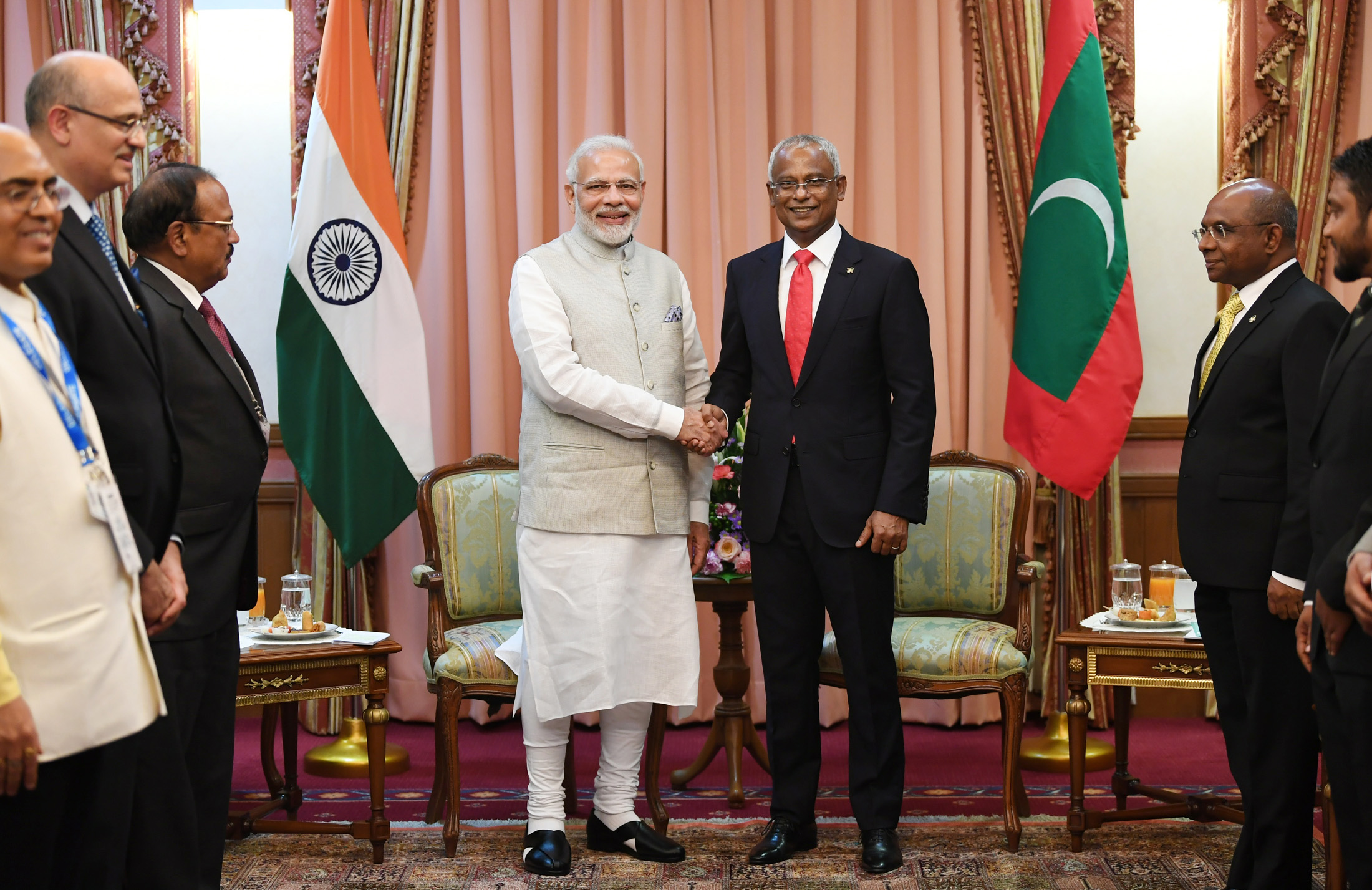
Ibrahim Mohamed Solih (à droite) avec le Premier ministre indien Narendra Modi (à gauche), lors de sa prestation de serment.

Il prête serment le 17 novembre 2018,.

#### Politique étrangère
Selon Gulbin Sultana, « Solih a déclaré qu'il était en faveur du développement, et qu'il ne remettrait pas en cause les projets d’infrastructures déjà signés [avec la Chine], sans quoi il y aurait d’énormes compensations à payer comme pour le Sri Lanka. Il veut surtout plus de transparence. [Il va] réorienter sa politique étrangère de façon à entretenir de bonnes relations avec l'Inde, les États-Unis et l’Union européenne ».
Les Maldives avaient quitté le Commonwealth des Nations en 2016, sous la présidence d'Abdulla Yameen, en réponse aux exigences de cette organisation en matière de respect des droits de l'homme. Ibrahim Solih annonce son intention de demander la réintégration des Maldives dans le Commonwealth.
D'après Olivier Guillard, Solih « devra replacer le pays dans ses relations avec les grandes puissances qui l’entourent, notamment l’Inde et le Sri Lanka ».

### Élection présidentielle de 2023
Ibrahim Solih est candidat à un second mandat lors de l'élection présidentielle de 2023. Devancé au premier tour par Mohamed Muizzu, il est battu au second tour le 30 septembre par ce dernier qui l'emporte avec 54,04 % des voix.